# ربة منزل أمريكية
ربة منزل أمريكية (بالإنجليزية: American Housewife)‏ هي مسلسل تلفزيوني كوميدي أمريكي تم بثه على أيه بي سي منذ 11 أكتوبر 2016.

## روابط خارجية
- ربة منزل أمريكية على موقع IMDb (الإنجليزية)
- ربة منزل أمريكية على موقع ميتاكريتيك (الإنجليزية)
- ربة منزل أمريكية على موقع روتن توميتوز (الإنجليزية)
- ربة منزل أمريكية على موقع كينوبويسك (الروسية)
- ربة منزل أمريكية على موقع ألو سيني (الفرنسية)
- ربة منزل أمريكية على موقع قاعدة بيانات الفيلم (الإنجليزية)